# Arpad Szabo
Arpad Szabo (Reghin, 4 de octubre de 1957) es un deportista rumano que compitió en judo. Ganó tres medallas en el Campeonato Europeo de Judo entre los años 1977 y 1981.
Participó en los Juegos Olímpicos de Moscú 1980, donde finalizó decimonoveno en la categoría de –60 kg.

## Palmarés internacional
| Campeonato Europeo | Campeonato Europeo   | Campeonato Europeo | Campeonato Europeo |
| Año                | Lugar                | Medalla            | Categoría          |
| ------------------ | -------------------- | ------------------ | ------------------ |
| 1977               | Ludwigshafen (RFA)   | Medalla de bronce  | –60 kg             |
| 1978               | Helsinki (Finlandia) | Medalla de plata   | –60 kg             |
| 1981               | Debrecen (Hungría)   | Medalla de plata   | –60 kg             |